# Чавес, Сесар
Сесар Эстрада Чавес (исп. César Estrada Chávez; 31 марта 1927, близ города Юма, штат Аризона, США — 23 апреля 1993, Сан-Луис, Аризона, США) — американский правозащитник, борец за социальные права трудящихся и мигрантов, национальный герой Соединённых Штатов Америки, сторонник веганства.

## Биография
Сесар Чавес родился 31 марта 1927 года близ города Юма (штат Аризона, США) в семье мексиканцев, чьи предки жили в Аризоне еще до присоединения к США.
После того, как родители Сесара во время «Великой депрессии» потеряли собственный бизнес, мальчик вынужденно начал свою трудовую карьеру на одной из сельскохозяйственных ферм в возрасте десяти лет. Из-за необходимости самому зарабатывать себе на пропитание Сесару по окончании восьмилетки пришлось окончить обучение в школе (Чавес за время обучения из-за всевозможных социальных и финансовых трудностей сменил более тридцати школ).
В 1946 году Сесар Чавес был призван на военную службу в Военно-морские силы США, которую проходил в западной части Тихого океана. После демобилизации поселился в центральной Калифорнии. Там Сесар встретился с девушкой по имени Хелен Фабела, и вскоре они поженились.
В 1952 году, в 25-летнем возрасте, Сесар Чавес начал свою правозащитную деятельность в общественной организации в группе защиты гражданских прав выходцев из Латинской Америки. Молодой человек, работая в этой организации, не просто зарабатывал деньги, а искренне желал помочь нуждающимся, и посвящал работе практически всё своё время и силы. Небывалая самоотдача Сесара принесла свои плоды, юношу заметили, и, спустя несколько лет, он возглавил это направление.
В 1962 году Сесар Чавес оставляет прежнюю работу для того, чтобы принять деятельное участие в формировании Национальной ассоциации сельскохозяйственных рабочих (NFWA) — профсоюза сельскохозяйственных рабочих США (ныне United Farm Workers). Первой крупной акцией Национальной ассоциации сельскохозяйственных рабочих стала забастовка сборщиков винограда 1965 года и организации бойкота столового винограда в США. После пятилетнего противостояния владельцы виноградников были вынуждены пойти на уступки, и значительно повысить заработную плату и улучшить условия труда сборщикам.
Сесар не останавливается на достигнутом, и продолжает вести борьбу за права трудящихся, в частности проводит три голодовки, требуя от крупных производителей изменить отношение к рабочим. Чавес чувствует, что ему не хватает знаний, и вновь возвращается к учёбе, совмещая её с правозащитной деятельностью. Он изучает философию, экономику, юриспруденцию и прочие науки, необходимые для его профсоюзной деятельности.
23 апреля 1993 года Сесар Чавес умер в возрасте 66 лет. Смерть настигла его в тот момент, когда он возглавлял очередной бойкот, требуя запрета на применение вредных пестицидов при выращивании винограда.

## Память
- Именем Сесара Чавеса названы несколько улиц, школ и парков в Соединённых Штатах.
- В память о нем в США в 2004 году была выпущена почтовая марка.
- В 2014 году об активисте был снят художественный фильм «Сесар Чавес[англ.]» (США — Мексика).